# Мамонтов Альберт Якович
Альбе́рт Я́кович Ма́монтов (27 липня 1925, Суми — 6 серпня 1999, Владивосток) — український та російський театрознавець, актор, театральний педагог, майстер художнього слова, громадський і культурний діяч.

## Життєпис

### Ранні роки та освіта
Народився 27 липня 1925 року в місті Суми. Син українського письменника, драматурга та театрознавця Якова Андрійовича Мамонтова (1888—1940) та Маргарити Федорівни Гармсен-Мамонтової, німецького роду. Батько назвав його Альбертом на честь героя своєї п'єси "Коли народ визволяється", однак через антинімецьку кампанію в СРСР родину змушували називати його Альошею. Дитинство провів у Харкові. Разом із матір'ю та бабусею по материнській лінії, Францискою Карлівною, проживав у Харкові. Батько змалечку прищеплював йому любов до українського народу, його прагнень та краси української природи; вони часто удвох співали українських пісень. Увечері 30 січня 1940 року, напередодні смерті батька, Альберт грав із ним у шахи. Після смерті батька, поки мати викладала німецьку мову, а бабуся вела господарство, Альберт ходив до школи.
З початком Німецько-радянської війни, з вересня 1941 року, разом з матір'ю та бабусею перебував в евакуації у м. Чкалов (нині м. Оренбург, РФ). Згодом родина, через німецьке походження матері, була вислана до села Домбаровки Чкаловської області на кордоні з Казахстаном на спецпоселення. 1943 року мобілізований до трудової армії, працював на нікелевому комбінаті в м. Орськ (нині місто Оренбурзької обл., РФ).
Після повернення до Харкова 1944 року закінчив з відзнакою акторський факультет Харківського театрального інституту по класу професора О. Сердюка (1948).

### Кар'єра

#### Харківський період (1948—1963)
У 1948–1963 роках працював режисером, диктором та артистом-декламатором у Харківському комітеті з радіомовлення та телебачення. Одночасно викладав сценічну мову у Харківському театральному інституті (який наприкінці 1950-х років згадувався як Харківський драматичний інститут ім. Я. А. Мамонтова) та в Державній студії з підготовки акторських кадрів при Харківському академічному театрі ім. Т. Шевченка. У цей період також виступав у пресі як театральний критик.

#### Далекосхідний період (з 1963)
У 1963 році був запрошений як викладач сценічної мови до Далекосхіднього державного інституту мистецтв у Владивостоці; від 1964 року мешкав у м. Владивосток (нині місто в РФ).
У 1971–1979 та 1983–1987 роках обіймав посаду завідувача кафедри акторської майстерності Далекосхіднього інституту мистецтв, а в 1979–1983 роках — Красноярського інституту мистецтв. У 1987–1994 роках керував акторським курсом у Далекосхідньому інституті мистецтв, як керівник курсів випустив декілька вистав. Був доцентом кафедри акторської майстерності театрального факультету Далекосхіднього державного інституту мистецтв (1977) та членом Всеросійського театрального товариства (з 1964 року).
Педагогічну діяльність поєднував з активною концертною роботою, виступаючи як артист-декламатор. Альберт Мамонтов поклав початок професійній літературній естраді в Приморському краї РФ, підготувавши близько 20 сольних літературних концертів, які з успіхом йшли по містах Далекого Сходу й Сибіру. Ще протягом 1960-80-х років він улаштовував літературні концерти, присвячені пам'яті Тараса Шевченка та інших українських письменників. Серед них були програми:
- «Борг Україні» (твори Т. Шевченка, І. Франка, Я. Мамонтова, В. Чечв'янського, 1964)
- «Усмішки України» (1965)
- «Думи мої, думи мої» (до 175-річчя Т. Шевченка, 1989)
- «Вишневі усмішки» (твори О. Вишні, 1989)

Ці виступи були чи не єдиним виявом українського культурного життя у Владивостоці на той час. Також давав концерти з творів російських, японських, якутських авторів. Був визнаний декламатором вищої кваліфікації та майстром художнього слова (1985). Однією з його відомих робіт була літературно-музична композиція за романом Юрія Яновського «Вершники», яка звучала в робітничих клубах Владивостока, селах Приморського краю та на кораблях.

### Творчий доробок
Альберт Мамонтов є автором багатьох праць з історії і теорії театрального мистецтва, театральних рецензій, а також власних художніх творів.
Основні відомі праці:
- Поэтический театр. – Владивосток, 1976.
- Поэтическое представление (проблемы и практика жанра). – Владивосток, 1986.
- Аборигены и варяги (в рукопису).
- Прощальный ужин на Азорских островах: [мемуари]. – Київ, 2003.
- «Игра в жмурки» та «Растяпа»: [п'єси] (1979, спільно з Б. Хмельницьким).

### Громадська діяльність
Був членом Всеукраїнського товариства української мови ім. Т. Шевченка у Києві (з 1989 року). Альберт Мамонтов став одним з ініціаторів створення й засновником Товариства української культури Приморського краю. На перших установчих зборах товариства (1991) його обрали заступником голови (обіймав посаду у 1991–1992 роках).
Помер у м. Владивосток.

## Родовід Альберта Мамонтова
- Іван Васильович Мамонтов (по-вуличному "Момот")[5] + Парасковія Іванівна[5]
  - Андрій Іванович Мамонтов (пом. до літа 1929)[6][5] + Єфросинія Трохимівна Пугачова (пом. до літа 1929)[6][5]
    - Яків Андрійович Мамонтов (1888—1940)[7] + Маргарита Федорівна Гармсен[8][9] (донька Франциски Карлівни Гармсен[6][8])
      -  Альберт Якович Мамонтов (1925—1999)[9]

  - Олексій Іванович Мамонтов (був розкуркулений)[5][6]
  - Іван Іванович Мамонтов (був розкуркулений, повернувся після заслання, хворів на туберкульоз, помер у будинку для престарілих)[5][6]
  - Степан Іванович Мамонтов (загинув у Першій світовій війні)[5]
  - Василь Іванович Мамонтов (за радянської влади був директором цукроварні)[5][6]
  - Анастасія Іванівна (вийшла заміж у Нижню Сироватку)[6]
  - та ще троє дітей (загалом Іван Васильович мав 9 дітей)[5]